# Frank Buckles
Frank Woodruff Buckles (Bethany, Missouri, 1 de fevereiro de 1901 - Charles Town, 27 de fevereiro de 2011) foi um soldado norte-americano, conhecido por ser o último veterano oficialmente reconhecido da Primeira Guerra Mundial.
Buckles se alistou no exército aos 16 anos e dirigiu uma ambulância durante a guerra. Em 1941, durante a Segunda Guerra Mundial (1939-1945), quando ele era um civil em Manila, nas Filipinas, foi capturado pelos japoneses que invadiram a região e o mantiveram como prisioneiro durante 38 meses.
Morreu de causas naturais em sua fazenda no estado americano da Virgínia.